# Alfredo Czarninski
Alfredo Czarninski Sidermann (Prostki, Prusia oriental alemana (actual Polonia), 30 de agosto de 1916-Guayaquil, 19 de agosto de 2003) fue un comerciante, empresario, cónsul y filántropo alemán-ecuatoriano, creador del Grupo El Rosado y Mi Comisariato.

## Biografía
Nació el 30 de agosto de 1916 en el pueblo de Prostki, en la Prusia oriental alemana. Estudió la primaria en su pueblo natal y la secundaria en el Liceo de Berlín, la cual dejó más tarde debido a los malos tratos de sus compañeros y el antisemitismo promovido por el nazismo que predominaba en ese entonces. Después de dejar el colegio trabajó como vendedor en una tienda de variedades. A los 20 años viajó junto a un amigo judío polaco de su padre en un trasatlántico hasta San José de Costa Rica, donde en el Consulado del Ecuador se le facilitó la visa para llegar a Guayaquil.
Estuvo hospedado en Guayaquil y se asoció a un vecino alemán que tenía un local rosado donde se vendían cakes, tortas, helados y jugo de frutas, invirtiendo su dinero con él, el cual al día siguiente se fue sin volver nunca más. Pasó un año para que Alfredo Czarninski aprendiera el español y en 1938 es nacionalizado ecuatoriano. Luego de esto envió visas ecuatorianas a su familia y su novia Ruth Baier, y desde entonces vivieron en Ecuador.
Con el pasar de los años, Salón El Rosado, como lo llamó Czarninski al negocio que le dejó su compatriota desaparecido, fue cosechando éxitos y se convirtió en el punto de encuentro y de deleite de muchas figuras importantes de la época. En 1958 decidió quitarle los mostradores a su negocio e inicio uno nuevo de almacenes de auto servicios llamado Mi Comisariato, que dio pie al nacimiento de los Supermercados en el Ecuador.
Ayudó a la creación de la Sociedad de Artistas y Escritores Independientes y a la construcción del Museo Municipal de Guayaquil en 1992.
Ejerció el cargo de cónsul de Israel en Guayaquil e integró el Honorable Cuerpo Consular acreditado en esta ciudad.

## Deceso
Falleció el 19 de agosto de 2003 de un paro cardíaco, antes de cumplir los 87 años de edad, habiendo sido sepultado en el Cementerio Parque de la Paz de Guayaquil.

## Matrimonio y descendencia
Contrajo matrimonio con Ruth Baier, con quien tuvo tres vástagos: Johnny (1947-2024), Vivian (1952) y Danny (1957).